# Інститут дистанційного навчання НУ "Львівська Політехніка"

## Історія
Інститут створений у Львівській політехніці в 2001 р. Він об’єднав у своїй структурі центр професійної орієнтації,  заочний факультет та  екстернатуру. 
Колективом Інституту дистанційного навчання проведений великий обсяг робіт, що дозволив упорядкувати і привести до вимог сьогодення всі форми не денного навчання. 
 Методичною радою інституту та деканатами започатковано серію «Дистанційне навчання» спеціалізованих конспектів лекцій, підручників і посібників, видання яких сьогодні перевищило 150 назв. Крім того, у студентів з’явилася можливість весь навчально-методичний матеріал отримувати в електронній версії. 
В інституті створено електронну базу даних супроводу навчального процесу — від навчальних карток студентів чи екстернів, до розкладу занять і контролю за ним. Все це об’єднано в мережу, доступ до якої має кожен деканат  ІДН. 
В останні роки Інститут дистанційного навчання інтенсивно втілює низку проектів у сфері інформаційних технологій. Усю довідкову інформацію про  ІДН можна знайти на його вебсторінці, де розміщено навчальні плани університету, нормативну базу, розклади дистанційного і заочного навчання тощо. 
Вступники Львівської політехніки мають можливість користуватись методичним забезпеченням, зразками завдань з усіх предметів, які виносяться на вступні випробування, та ознайомитись із правилами прийому. 
За останні роки розроблені програми втілення передових технологій ІВМ у наукові заклади і наповнення навчального процесу новим змістом. Інститут дистанційного навчання включений до програми, що дозволяє впроваджувати систему навчання на базі програмного забезпечення Lotus Learning Management System (LLMS). Використання програмного забезпечення ІВМ (Visual Age for Java, DB2, Websphere, Domino) у навчальному процесі Львівської політехніки пропонує студентам і викладачам широкий обсяг сучасних інформаційних технологій, підвищує рівень знань і навичок студентів, а також конкурентоспроможність випускників на ринку праці. Будучи учасником цієї програми, Інститут дистанційного навчання має можливість отримувати новітні розробки програмних продуктів ІВМ — ІВМ Rational product evaluations, IBM DB2, Lotus, Tivoli and Websphere product evaluations.

З 2004 р. Львівська політехніка активно прискорює розвиток системи дистанційного навчання на основі інтеграції зусиль центрів електронного навчання, науково-технологічних та інженерних університетів. Першим кроком такої інтеграції було об’єднання зусиль у цьому напрямі з  Українським інститутом інформаційних технологій в освіті (КПІ,  м. Київ).З цього ж 2004 р. Львівську політехніку залучили до проекту ЮНЕСКО зі створення  Центрально-Східно-Європейського Віртуального Університету (CEEVU-UNESCO).

## Загальна характеристика
Декан дистанційного навчання — Ігор Володимирович Петрович, кандидат фізико-математичних наук, доцент.
Інститут складається з деканату дистанційного навчання, деканату заочного навчання, деканату екстернату, центру дистанційного навчання, центру професійної орієнтації та центру тестувань і діагностики знань.
Важливою структурною ланкою Інституту дистанційного навчання є центр професійної орієнтації, створений з метою вдосконалення роз’яснювальної та профорієнтаційної роботи з учнівською молоддю різних регіонів України, заохочення її до вступу в університет, розширення мережі курсів довузівської підготовки, забезпечення підготовки молоді з фундаментальних дисциплін, видання навчальної та методичної літератури, розробки тестових завдань для вступних випробувань.

Навчання в інституті здійснюється на базі електронних підручників, посібників та іншого методичного забезпечення (зокрема контрольні питання) в різних операційних системах (Windows, IBM LMS, EDU) із застосуванням мультимедійних засобів. Технологія дистанційного навчання в мережевому (Інтернет) або кейсово-мережевому виконанні передбачає узгоджену зі студентом інструкцію взаємодії з конкретним інститутом, дає змогу на кожному етапі навчання ефективно самоконтролювати засвоєний матеріал. Крім цього, з метою забезпечення потреб місцевого ринку праці у фахівцях, наближення місця навчання студентів до місця їхнього проживання, у Львівській політехніці створені відокремлені структурні підрозділи – Навчально-консультаційні центри (НКЦ) в:
- м.Чернівці, вул. О. Гузар, 8
- м.Хуст (Закарпатська обл.), вул. Львівська, 247
- м.Володимир-Волинський (Волинська обл.), вул. Луцька, 233
- м.Хмельницький, вул. Зарічанська, 10.

Навчання здійснюється за рахунок коштів юридичних або фізичних осіб, за угодами, які укладаються з кожним студентом відповідно до кошторису витрат.

## Заочне навчання
Декан заочного навчання — Євген Ігорович Федів, кандидат технічних наук, доцент.
Підготовка фахівців у Навчально-консультаційних центрах здійснюється на заочній формі навчання за напрямами:
- Будівництво;
- Пожежна безпека;
- Геодезія, картографія та землеустрій;
- Економіка підприємства;
- Фінанси і кредит;
- Облік і аудит;
- Менеджмент;
- Інженерна механіка;
- Машинобудування;
- Автомобільний транспорт;
- Транспортні технології;
- Електротехніка та електротехнології;
- Автоматизація та комп’ютерно-інтегровані технології;
- Комп’ютерні науки;
- Програмна інженерія;
- Комп’ютерна інженерія;
- Системна інженерія;
- Видавничо-поліграфічна справа;
- Телекомунікації;
- Харчові технології та інженерія.

На заочному відділі ІДН на освітньо-кваліфікаційному рівні «бакалавр», здобувають освіту без відриву від виробництва понад 2000 студентів за 23 напрямами.
Основні напрями підготовки — це: 
- Автомобільний транспорт»;
- Будівництво;
- Економіка підприємства;
- Електротехніка та електротехнології;
- Інженерна механіка;
- Комп’ютерні науки;
- Менеджмент;
- Облік і аудит;
- Телекомунікації;
- Теплоенергетика;
- Транспортні технології;
- Фінанси і кредит;
- Хімічна технологія.

За держзамовленням на освітньо-кваліфікаційному рівні «магістр» здійснюється підготовка за спеціальностями: 
- Маркетинг;
- Менеджмент зовнішньоекономічної діяльності;
- Менеджмент організацій;
- Міжнародна економіка;
- Облік і аудит;
- правління навчальним закладом;
- Фінанси.

Набір на навчання здійснюється за держзамовленням, а також за угодами про надання освітніх послуг фізичним та юридичним особам. Навчальний процес з підготовки студентів-заочників проводять кафедри інститутів, а організація та супровід навчального процесу всіх напрямів і спеціальностей в університеті покладена на деканат заочного навчання ІДН.
На заочному навчанні створені умови для систематичної роботи студента під час семестру. З цією метою, окрім лабораторно-екзаменаційних і настановчих сесій, організовані навчальні заняття за розкладом двічі на місяць у міжсесійний період по суботах, що дозволяє збільшити час перебування студента-заочника в інформаційному освітньому середовищі. 
В перспективі — організація аудиторних занять за розкладом щотижня по суботах і неділях. Організація та супровід навчального процесу базуються на сучасних інформаційних технологіях. Для цього задіяна сучасна комп’ютерна база даних заочного навчання, яка автоматизує діловодство.
Успішно функціонує вебсторінка заочного навчання на Інтернет-сайті ІДН Львівської політехніки, де розміщене положення «Про організацію навчального процесу на заочній формі навчання», графіки навчального процесу для академічних груп усіх освітньо-кваліфікаційних рівнів підготовки, розклади аудиторних занять (міжсесійних та під час лабораторно-екзаменаційних сесій), поточна інформація тощо. 
Крім того, для оперативного обміну інформацією кожному студенту-заочнику на поштовому сервері університету відкрита персональна електронна скринька. 
Вказані заходи спрямовані на якісне й оперативне забезпечення та обслуговування навчального процесу і є зручними для всіх його учасників — студентів, викладачів та адміністративного персоналу.

## Екстернат
Екстернат  Національного університету "Львівська політехніка" започаткований у 1997 році. Декан екстернату — Богдан Михайлович Березюк, кандидат технічних наук, доцент. Екстернатна форма навчання передбачає самостійне вивчення екстернами дисциплін згідно з навчальним планом вибраного напряму підготовки і є зручною для осіб, які працюють і не мають змоги навчатися на денній формі, або мають бажання здобути другу вищу освіту. Екстернами можуть стати особи без обмеження віку, котрі мають повну загальну середню чи середню спеціальну освіту, а також особи з незакінченою або закінченою вищою освітою.

Сьогодні Львівська політехніка проводить на екстернатній формі навчання підготовку більше 2000 фахівців за 46 напрямами та 64 спеціальностями. Гутуюють екстернів за індивідуальними навчальними планами кафедри університету. 

Тривалість навчання в екстернаті залежить від інтенсивності виконання екстерном індивідуального навчального плану.
Екстернам, які успішно виконали навчальний план, Національний університет "Львівська політехніка" видає диплом державного зразка про отримання базової вищої (бакалавр), або повної вищої (спеціаліст, магістр) освіти за вибраною спеціальністю.
Найбільше фахівців на екстернатній формі навчання університет готує за напрямами:
- Будівництво;
- Електротехніка та електротехнології;
- Інженерна механіка;
- Машинобудування;
- Автомобільний транспорт;
- Транспортні технології;
- Комп’ютерні науки;
- Програмна інженерія;
- Безпека інформаційних і комунікаційних систем;
- Системна інженерія;
- Телекомунікації;
- Філологія;
- Міжнародна економіка;
- Економіка підприємства;
- Фінанси і кредит;
- Облік і аудит;
- Менеджмент;
- Архітектура;
- Екологія; охорона навколишнього середовища та збалансоване природокористування;
- Хімічна технологія;
- Фармація.

На ці напрями Львівська політехніка оголошує набір екстернів під час літньої вступної компанії. На інші напрями підготовки проводиться тільки поновлення на навчання у терміни, визначені Приймальною комісією університету.
Екстернат коштом фізичних та юридичних осіб надає додаткові освітні послуги, зокрема вивчення поза навчальними планами додаткових навчальних дисциплін екстернами та студентами науково-навчальних інститутів університету, вивчення навчальних дисциплін удруге студентами денної форми навчання, ліквідацію академзаборгованостей та академрізниці, надання платних освітніх послуг фізичним особам.